# Salussola
Salussola est une commune italienne de la province de Biella, située dans la région du Piémont.

## Histoire

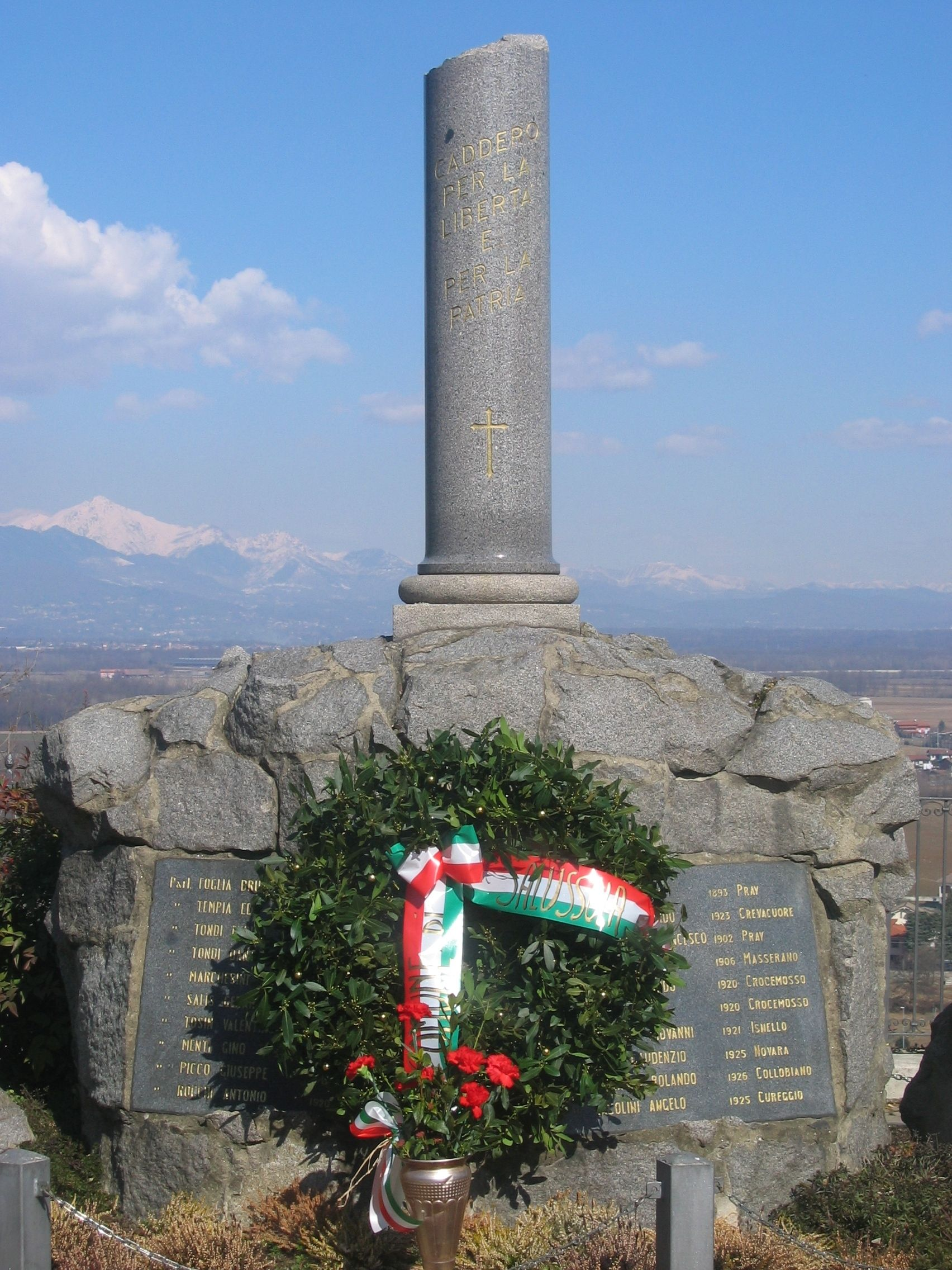
Mémorial dédié aux 20 résistants exécutés dans le village.

Au cours de la Seconde Guerre mondiale, le 9 mars 1945, 20 résistants italiens sont torturés puis assassinés par des fascistes. Ce massacre ((en) massacre de Salussola) et perpétré en représailles à l'attaque d'un convoi militaire par des résistants qui avait fait 4 morts et détruit un camion. 

## Administration
| Période                                  | Période | Identité | Étiquette | Qualité |
| ---------------------------------------- | ------- | -------- | --------- | ------- |
|                                          |         |          |           |         |
| Les données manquantes sont à compléter. |         |          |           |         |

### Communes limitrophes
Carisio, Cavaglià, Cerrione, Dorzano, Massazza, Roppolo, Verrone, Villanova Biellese